# Angry Video Game Nerd

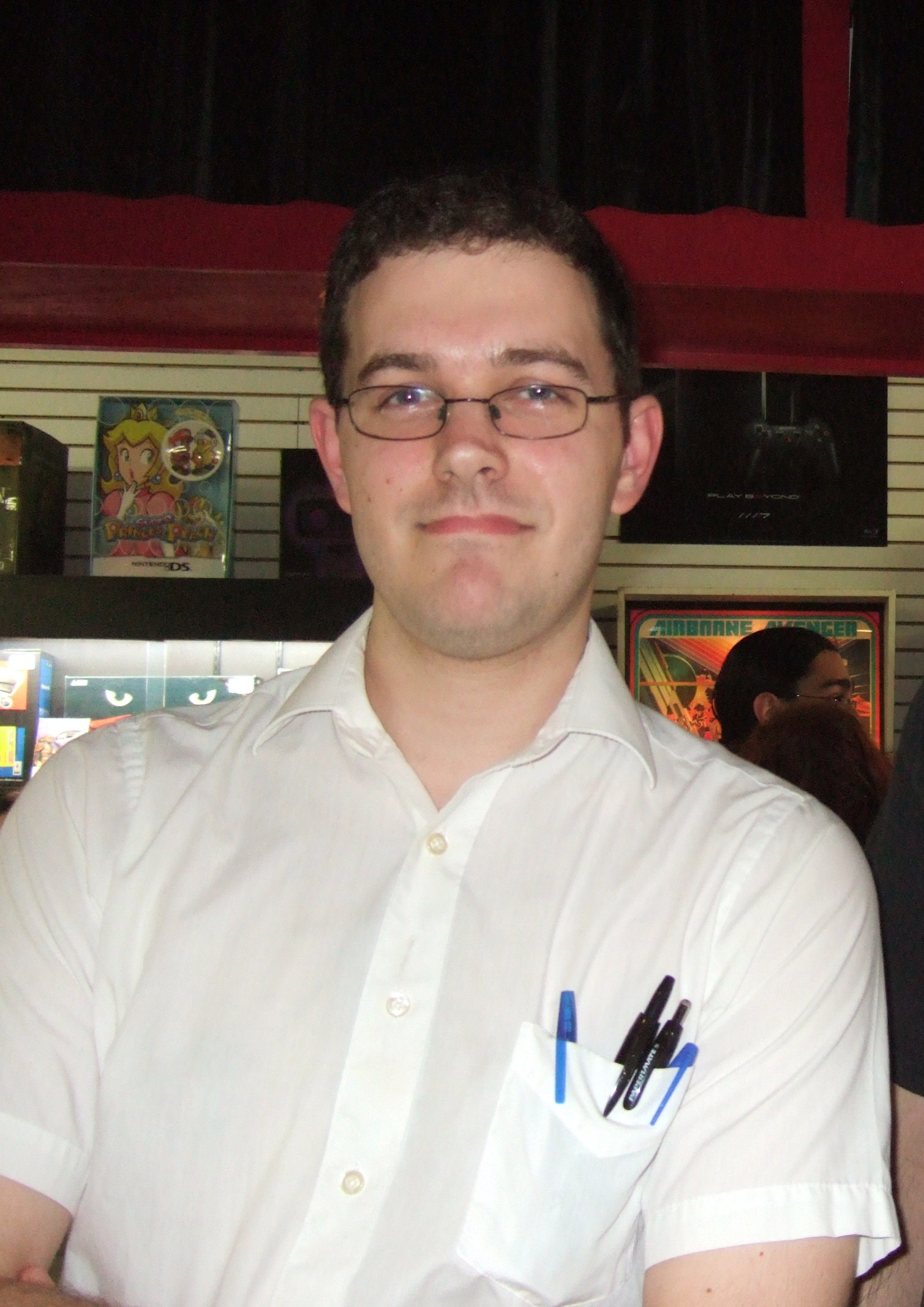
James Rolfe in der Rolle des Angry Video Game Nerd (2008)

The Angry Video Game Nerd (abgekürzt AVGN, früher The Angry Nintendo Nerd) ist der Titelcharakter und Name einer satirischen Webvideo-Reihe über Videospiele mit James Rolfe (* 10. Juli 1980) in der Hauptrolle. Inhalt der Show sind ältere, vor allem qualitativ schlechte und spielspaßfreie Spiele (in den frühen Folgen für Nintendo-Plattformen wie das Nintendo Entertainment System, kurz NES), die von Rolfe als „Nerd“ gespielt und mit derben Kommentaren rezensiert werden. Die Serie begann auf der Online-Videoplattform YouTube, wurde später bei ScrewAttack Entertainment eingeführt und dann exklusiv für GameTrailers bis zum Jahr 2013 verpflichtet. Seit 2018 werden neue Folgen vorab auf Amazon Prime veröffentlicht, bevor sie etwas später auch auf YouTube erscheinen.
Der titelgebende Nerd ist ein immer schlecht gelaunter und leicht reizbarer Videospieler. Seine Rezensionen zeichnen sich vor allem durch stark subjektive und übertriebene Äußerungen sowie eine nicht jugendfreie Ausdrucksweise (Schimpfwörter und Fäkalsprache) aus. Um den „Schmerz zu mildern“, der durch das Spielen schlechter Spiele verursacht werden soll, zelebriert die Figur übermäßigen Bierkonsum. 2014 erschien der Film Angry Video Game Nerd: The Movie in einigen Kinos und daraufhin auf Blu-ray/DVD und als Video-on-Demand.

## Geschichte
Die Serie begann im März 2004 mit kurzen Rezensionen zweier NES-Spiele auf seiner eigenen Website. 2006 stellte James Rolfe die Videos in YouTube unter dem Namen „Angry Nintendo Nerd“ ein. Später änderte er den Namen zu „Angry Video Game Nerd“, um einerseits auch Spiele anderer Hersteller rezensieren zu können und andererseits, um urheberrechtlichen Problemen aus dem Weg zu gehen.
Daraufhin rezensierte Rolfe nicht mehr nur NES-Spiele, sondern auch Spiele für Atari 2600, Famicom, SNES / Super Famicom, Sega Master System, Sega Genesis / Mega Drive, Sega Saturn, PlayStation, Nintendo 64 etc. Zusätzlich fanden auch videospielverwandte Themen ihren Weg in die Serie, wie der Power Glove, der Atari 5200, Philips CD-i, Sega Mega-CD, Sega 32X, Virtual Boy, sowie eine Filmrezension zu Turtles III und einem Tribut an das Nintendo Power-Magazin.
Rolfe berichtet auf seiner Website, dass die ersten Videos aus reiner Lust heraus entstanden und nur für seine Freunde gedacht waren. Er habe damals nicht daran gedacht, sie einem breiten Publikum zu zeigen. Rolfe stellte – auf einen Vorschlag eines Freundes hin – die Videos ins Internet, wo sie sich seitdem einer immer größeren Beliebtheit erfreuen und ihm eine stetig wachsende Fan-Gemeinschaft beschert haben. Seine Videos wurden länger und entwickelten sich zu einer ausgewachsenen Serie, komplett mit Titelcovern zu den einzelnen Videos, einem Titellied und Merchandise.
Nach seinem vierten Review auf YouTube trat er ScrewAttack bei und wurde bei MTV Networks angestellt. Seitdem lagen die Rechte für die Videos exklusiv bei GameTrailers bis 2013. Neue Episoden wurden ca. anderthalb Jahre nach ihrer Erstveröffentlichung auf YouTube hochgeladen. Allerdings fanden sich für jedes neue Video entsprechende Trailer auf Rolfes YouTube-Account. Jeder Trailer hatte einen Hyperlink zur kompletten Episode auf GameTrailers. Seit Mike Matei im Sommer 2012 in Abwesenheit von James den Kanal mit neuen Beiträgen versorgte, werden neue Videos fast zeitgleich auf Cinemassacre und YouTube veröffentlicht.
In der Episode Toxic Crusaders (2013) ist Filmemacher Lloyd Kaufman, Co-Gründer der Produktionsfirma Troma und Regisseur von Toxic Avenger, zu Gast. In der Folge Sega Activator and Aura Interactor (2016) tritt der Schauspieler und Comedian Nathan Barnatt auf. Macaulay Culkin, früherer Kinderstar und Hauptdarsteller von Kevin – Allein zu Haus, ist in der Episode Home Alone Games with Macaulay Culkin (2018) zu Gast, in der Rolfe Videospiele testet, welche auf den Kinofilmen basieren.

## Show

### Stil der Videos
James Rolfe benutzt in seinen Videos einen für Videospielereviews gänzlich untypischen Stil: Er filmt sich selbst, meist vor dem Fernseher sitzend, und spielt. Dieses simple Prinzip wird durch zahlreiche Flüche, Animationen, Wut über das schlechte Spiel und teilweise durch Gastauftritte seiner Freunde ergänzt. Somit steht nicht das Spiel oder die Plattform im Vordergrund, sondern der Spieler selbst. Entsprechend dem Verhalten des Protagonisten ist die Serie auf ein erwachsenes Publikum zugeschnitten.
Ab und zu schlüpft Mike Matei – ein Freund Rolfes – in Kostüme bekannter Figuren wie Bugs Bunny, Freddy Krueger, Jason Voorhees, Leatherface oder Michael Myers. Die jeweilige Berühmtheit steht in Verbindung mit dem von Rolfe vorgestellten Spiel. Matei zeichnet auch die Title-Cards für die Episoden.
Als Running Gag tauchen wiederholt Spiele auf, die von dem Entwickler LJN hergestellt wurden, da Rolfe nahezu alle Spiele dieses Unternehmens schlecht findet. In Episode 117 Wish List: „Part Two“ jedoch testet er ein Spiel, das er als ordentlich bezeichnet, und als sich herausstellt, dass es aus dem Hause LJN ist, wird dies geradezu ekstatisch gefeiert.

### Musik
Die Musik zum Theme-Song des Nerds wurde vom Independent-Musiker Kyle Justin geschrieben, der Text entstand unter der Mithilfe von James Rolfe. Gelegentlich tritt Kyle Justin in der Serie als Gastrolle auf, unter anderem auch als Spider-Man.
Die ursprüngliche Version des Liedes, die den Titelhelden „Angry Nintendo Nerd“ nennt, wurde nur mit einer akustischen Gitarre gespielt. Die zweite Aufnahme ist dem Original ähnlich, wurde aber aufwendiger umgesetzt und mit einem zusätzlichen Textsegment versehen („The Angry Video Game Nerd“). Diese Version wird allerdings nur gelegentlich, unter anderem im Rocky-Review sowie später im Texas-Chainsaw-Massacre-Review verwendet. Die dritte Version, die im Atari-5200-Video ihr Debüt fand, wurde mit einer E-Gitarre und Schlagzeug aufgenommen. Sie besinnt sich größtenteils auf die ursprüngliche Version zurück. Normalerweise wird jedoch eine der zweiten ähnliche Version verwendet. Die volle Länge Letzterer ist nur im Sega-CD-Review enthalten.
Abgesehen davon gibt es immer wieder Parodien auf bestehende Lieder. Im Bible Games-Video wird das Weihnachtslied Santa Claus is coming to Town umgetextet, im Spider-Man-Review der dazu passende Theme-Song, in Fester’s Quest das der Addams Family und im Batman-Review wurde der echte Theme-Song aus der ersten Fernsehserie benutzt. Der Tribut an das Nintendo Power Magazin wird mit einem Cover der Musik von der Fernsehwerbung aufgewertet. In der Doppelfolge Double Vision wird das gleichnamige Lied der Band Foreigner gecovert. Alle Lieder sind von Kyle Justin gespielt und gesungen. Ab und zu sind in Intro oder Outro auch Remixe/Cover (Techno Version, SID Version, Orchesterversion) von Fans des AVGN-Themes zu hören.

### DVD
Am 18. November 2007 wurde das erste AVGN-DVD-Set veröffentlicht. Es beinhaltet alle Episoden bis hin zu den Bible Games-Videos. Ein paar Videos, wie die zu Zurück in die Zukunft und Rocky wurden entfernt, um Urheberrechtsverletzungen zu vermeiden, und durch neues Material ersetzt. Die DVD beinhaltet erweiterte Versionen von den Wally Bear and the NO Gang!- und Rocky-Videos sowie Dokumentationen und nicht verwendete Aufnahmen. Die Spielzeit des Sets beträgt ungefähr drei Stunden. Laut Rolfe war die DVD in weniger als einer Woche ausverkauft.
Am 15. November 2008 wurde das drei Discs enthaltende zweite DVD-Set veröffentlicht. Darauf vorhanden sind die GameTrailers.com-Episoden ab dem Atari-5200-Review bis An Angry Nerd Christmas Carol, Outtakes, die auf YouTube geposteten Review-Trailer und Kommentare.
Am 12. Dezember 2009 wurde das drei Disc starke dritte DVD-Set veröffentlicht. Es enthält die gametrailers.com-Episoden von Chronologically Confused über die Zelda-Reihe bis Bible Games 2. Das Doppelreview über The Wizard und Super Mario Bros. 3 wurde auf die Mario Brothers-Szenen gekürzt, wiederum um Urheberrechtsprobleme zu vermeiden. Drei Episoden wurden erweitert. Das Set enthält unter anderem noch Outtakes und eine Tour durch das Zimmer des Nerds.
Am 15. Dezember 2010 erschien Volume 4 auf drei DVDs. Neben den Episoden von 2009 findet man auch exklusives Bonusmaterial auf den Discs.
2015 erschien eine Blu-ray Disc mit Namen AVGN X zum zehnjährigen Jubiläum mit den Episoden 1 bis 100.

### Videospiel
Am 8. April 2013 wurde bekannt gegeben, dass sich ein offizielles AVGN-Videospiel in der Entwicklung befindet. Es erschien am 20. September 2013 unter dem Namen Angry Video Game Nerd Adventures auf der Internet-Vertriebsplattform Steam. Die Spielegrafik orientiert sich dabei am Stil der Jump-’n’-Run-Spiele aus der 8-Bit-Ära. Neben der PC-Version sind 2015 zudem noch Ableger für die Nintendo-Spieleplattformen 3DS (Juni 2015) und Wii U (April 2015) erschienen. Das Spiel erhielt überwiegend gute Wertungen und wurde für seinen Humor, fordernden Schwierigkeitsgrad und Soundtrack gelobt.
Im Oktober 2015 kündigte Entwickler Freakzone Games die Fortsetzung Angry Video Game Nerd II: ASSimilation an, die im Winter 2015 erschienen ist.

### Filmadaption
Über das Crowdfunding-Portal Indiegogo gelang es Rolfe, 325.000 US-Dollar für den Film Angry Video Game Nerd: The Movie zu sammeln. Am 10. November 2012 wurde nach mehrmonatigen Dreharbeiten auf der Homepage Rolfes ein erster Trailer veröffentlicht.
Die Erstaufführung des Films fand am 21. Juli 2014 im Grauman’s Egyptian Theatre in Hollywood statt. Die Karten für das Event waren bereits kurz nach der Bekanntgabe ausverkauft. Die ersten Kritiken fielen größtenteils positiv aus, auch wenn die Kritiker häufig Bezug auf den amateurhaften Look des Films nahmen:

“Proudly crowdfunded by fans worldwide, the film gleefully showcases B-movie excess and ineptitude, from the intentionally amateurish acting to the impressively DIY special effects. Rolfe, a bona fide Internet celebrity with over 1.5 million subscribers on YouTube, comes across as more of an on-camera provocateur than a polished performer, although his exaggerated style suits the material, with the rest of the cast pretty much following suit.”

„Mit Stolz von Fans auf der ganzen Welt finanziert, zeigt der Film auf beschwingte Weise einen albernen B-Movie-Exzess, von der gewollt amateurhaften schauspielerischen Darbietung bis hin zu den eindrucksvollen DIY-Special-Effects. Rolfe, eine bodenständige Internet-Berühmtheit mit mehr als 1,5 Millionen Abonnenten auf YouTube, provoziert vor der Kamera mehr, als dass er um eine perfekte Darbietung bemüht wäre. Das passt jedoch zum restlichen Film – die anderen Darsteller folgen seinem Beispiel.“

## Popularität
Die Figur gilt als einer der wichtigsten Vorläufer der Personas, welche mittlerweile in Review- und Reaktionsvideoinhalten etabliert sind. Seine frühe Beliebtheit ist unter anderem darauf zurückzuführen, dass seine Werke auf den noch jungen Videoplattformen wenig Konkurrenz hatten und ihr Retro-Appeal genau jene Altersgruppen ansprach, die dort am stärksten vertreten waren. Außerdem war er eine der ersten bekannten Stimmen, welche Computerspiele-Kritiken mit großer Reichweite außerhalb etablierter Magazine veröffentlichte. Laut eigenen Angaben wurden eine Reihe ihrerseits erfolgreicher Videoproduzenten wie The Nostalgia Critic, The Irate Gamer und The Happy Video Game Nerd direkt von Rolfes Arbeit inspiriert.
2007 wurden seine Videos in der Opie and Anthony Radio Show vorgestellt, einer landesweit ausgestrahlten Radioshow in den USA. Am 9. Januar 2008 wurde James Rolfe sogar von Opie und Anthony interviewt. Am 12. Dezember 2007 sendete CNN einen kurzen Beitrag über Rolfes You Know What’s Bullshit-Serie in News to Me. Am 28. November 2008 erschien auf Spiegel Online ein Artikel über seine Tätigkeit.
Der anhaltende Erfolg der Figur wird unter anderem einem Interesse nachfolgender Generationen, an Computerspielen die vor ihrer Zeit entstanden, zugeschrieben. Die Figur fand auch in kulturkonservativen Kreisen anklang, da sie dem ideal eines streitbaren und erfolgreichen weißen Mannes aus den Vorstädten der USA entsprach. Auch Gimmicks wie der Auftritt Macaulay Culkins sorgten für Aufmerksamkeit in der breiten Computerspielepresse.
Die Figur verankerte auch teilweise unbekannte Titel im Gedächtnis seines Publikums: Für das Computerspiel Plumbers Don’t Wear Ties wurde 2023 ein Remake angekündigt, obwohl es als eines der schlechtesten Spiele aller Zeiten gilt. Die Popularität des Titels geht laut den Machern unter anderem auf das Review des Angry Video Game Nerds von 2009 zurück.
Im März 2013 erreichte der YouTube-Kanal „Cinemassacre“ von Rolfe zwei Millionen Abonnenten; Stand Ende 2023 hat der Kanal knapp 3,8 Millionen Abonnenten.[veraltet] Laut YouTube ist das Review zu Nightmare on Elm Street das älteste Retro-Computerspiele-Video auf der Plattform mit mehr als 1 Million Ansichten und der Kanal mit insgesamt 2,1 Milliarden Ansichten der beliebteste Retro-Computerspiele-Kanal.

## Privates
James Rolfe ist verheiratet. Seine Frau meldet sich ab und zu auf seiner Seite als „Miss Nerd“ zu Wort. Bei der Präsentation des Trailers zu seinem Film Ende 2012 gab er bekannt, dass seine Frau schwanger ist. Die Tochter kam im April 2013 zur Welt. 2017 gab Rolfe bekannt, dass seine Frau mit einem weiteren Kind schwanger ist.